# Lena Ovchynnikova
Lena Ovchynnikova (Dnipró, 22 de abril de 1987) es una boxeadora y artista marcial mixta ucraniana.

## Carrera
Lena Ovchynnikova saltó a la fama como kickboxer amateur y luchadora de Muay Thai, con medallas en varios campeonatos nacionales, europeos y mundiales. Se convirtió en campeona del mundo profesional por primera vez en 2009, cuando ganó el Campeonato Oriental Femenino de Peso Supergallo ISKA, y al año siguiente añadió otros dos títulos mundiales a su palmarés al ganar el cinturón de la Federación Mundial de Kickboxing (WKF) de Peso Supergallo Femenino, tanto en kickboxing como en Muay Thai.
Se enfrentó a Christine Theiss por su título mundial de la WKA en Dresde (Alemania), el 20 de noviembre de 2010, y perdió por nocaut en el sexto asalto. Ovchynnikova iba a luchar contra Jeri Sitzes en un combate por el título internacional femenino de peso gallo del CMB de Muaythai en Haikou (China), el 18 de diciembre de 2010, pero Sitzes se retiró por razones no reveladas y fue sustituida por Li Xiao en un combate sin derecho a título. Derrotó a Li por decisión unánime.
Tomando el lugar de Cong Wang que se retiró de la pelea, Ovchynnikova se enfrentó a la debutante profesional Tiffany van Soest en Las Vegas el 22 de octubre de 2011, y perdió por nocaut técnico después de retirarse en su esquina con una mano rota al final de la segunda ronda. Después de esta pelea, Ovchynnikova se obligó a usar sólo su mano izquierda durante la rehabilitación que más tarde la convirtió en ambidiestra. La revancha entre ambas estaba prevista para el 21 de julio de 2012 en Croacia, pero nunca llegó a celebrarse.
Tras acumular un récord perfecto de 8-0 en artes marciales mixtas, Ovchynnikova fichó por la Super Fight League, con sede en la India, en 2012. Sufrió su primera derrota como artista de artes marciales mixtas en su debut promocional, cuando se sometió a un estrangulamiento por detrás de Sanja Sučević en el segundo asalto de la SFL 1 en Bombay el 11 de marzo de 2012. Luego perdió ante la escocesa Joanne Wood por decisión unánime en SFL 3 en Nueva Delhi el 6 de mayo de 2012 en su siguiente salida. Volviendo al Muay Thai, se esperaba que Ovchynnikova luchara contra Emily Bearden por el título mundial de peso gallo femenino de la IKF en WCK Muay Thai: Nakamoto vs. Kitchen. Su oponente fue cambiado más tarde a Kealani Vanderleest en un asunto sin título, sin embargo, y Ovchynnikova la derrotó por decisión unánime.
A continuación, se fijó para competir en el Shoot Boxing World Tournament Girls S-Cup 2012 en Tokio, el 25 de agosto de 2012 y se enfrentó a Ham Seo-Hee en los cuartos de final, pero fue retirado de la tarjeta debido a problemas entre shoot boxing y el equipo de Ovchynnikova y fue reemplazado por Lisa Ward. Ella representó al equipo de la promoción WCK Muay Thai contra un escuadrón de luchadores chinos de Wu Lin Feng en WCK Muay Thai: Matter of Pride en Las Vegas el 11 de noviembre de 2012. Inicialmente, su oponente fue Tang Jin, pero fue cambiado a Xifeng Tang.
En su regreso a la SFL, Ovchynnikova venció a Fathia Mostafa por sumisión debido a un estrangulamiento por guillotina en la SFL 16 en Bombay el 26 de abril de 2013. De vuelta en el ring de Muay Thai, derrotó a Emily Bearden por UD para ser coronada Campeona Mundial Femenina de Súper Peso Gallo de Muay Thai del Consejo Internacional de Karate Kickboxing (IKKC) en la WCK Muay Thai: Hot Summer Fights en Temecula (California).
El 25 de enero de 2014, perdió por decisión dividida ante Xiong Jingnan en Kunlun Fight 1 en Pattaya (Tailandia).

### Bellator MMA
Ovchynnikova fichó por Bellator MMA en 2016 y obtuvo un balance de 2-2 en sus cuatro primeros combates en la promoción. En particular, fue la primera mujer de peso mosca en aparecer en el cartel principal de la promoción.
Se esperaba que se enfrentara a la luchadora neerlandesa Denise Kielholtz en el evento coprincipal de Bellator 196 en Budapest, Hungría, el 6 de abril de 2018. Sin embargo, la pelea no sucedió.
Más adelante, estaba programado un combate con Kyra Batara en la división de peso paja en Bellator 261 el 25 de junio de 2021. Sin embargo, fue cancelado la semana del evento con una de las esquinas de Batara dando positivo por coronavirus.

## Récord en artes marciales mixtas
| Resultado     | Récord   | Oponente            | Método                      | Evento                                                        | Fecha                    | Ronda | Tiempo | Localización |
| ------------- | -------- | ------------------- | --------------------------- | ------------------------------------------------------------- | ------------------------ | ----- | ------ | ------------ |
| Derrota       | 12–6 (1) | Kate Jackson        | TKO (parada médica)         | Bellator 223                                                  | 22 de junio de 2019      | 1     | 4:20   | Londres      |
| Derrota       | 12–5 (1) | Alejandra Lara      | Sumisión (rear-naked choke) | Bellator 190                                                  | 9 de diciembre de 2017   | 3     | 4:09   | Florencia    |
| Victoria      | 12–4 (1) | Helen Harper        | TKO (corner stoppage)       | Bellator 177                                                  | 14 de abril de 2017      | 2     | 5:00   | Budapest     |
| Victoria      | 11–4 (1) | Karla Benitez       | Decisión (unánime)          | Bellator 164                                                  | 10 de noviembre de 2016  | 3     | 5:00   | Tel Aviv     |
| No presentada | 10–4 (1) | Mara Romero Borella | No presentada               | WMMAF 2016                                                    | 13 de mayo de 2016       | 3     | 5:00   | Leópolis     |
| Derrota       | 10–4     | Rebecca Ruth        | Decisión (unánime)          | Bellator 150                                                  | 26 de febrero de 2016    | 3     | 5:00   | Mulvane      |
| Victoria      | 10–3     | Svetlana Gotsyk     | Sumisión (rear-naked choke) | WMMAF: World MMA Championship, Day 3                          | 18 de octubre de 2014    | 3     | 3:40   | Leópolis     |
| Derrota       | 9–3      | Lily Kazak          | TKO (golpe)                 | Oplot Challenge 92                                            | 14 de diciembre de 2013  | 2     | 0:21   | Járkov       |
| Victoria      | 9–2      | Fathia Mostafa      | Sumisión (guillotine choke) | Super Fight League 16                                         | 26 de abril de 2013      | 1     | 3:36   | Bombay       |
| Derrota       | 8–2      | Joanne Wood         | Decisión (unánime)          | Super Fight League 3                                          | 6 de mayo de 2012        | 3     | 5:00   | Nueva Delhi  |
| Derrota       | 8–1      | Sanja Sučević       | Sumisión (rear-naked choke) | Super Fight League 1                                          | 11 de marzo de 2012      | 2     | 2:28   | Bombay       |
| Victoria      | 8–0      | Eugenia Kostina     | Sumisión (armbar)           | PAMAU: President's Cup                                        | 3 de septiembre de 2011  | 1     | 3:26   | Mariúpol     |
| Victoria      | 7–0      | Lyudmyla Pylypchak  | Sumisión (armbar)           | Independence Cup 2011                                         | 19 de agosto de 2011     | 3     | 1:01   | Leópolis     |
| Victoria      | 6–0      | Anna Smirnova       | Sumisión (armbar)           | International Gala Festival                                   | 23 de agosto de 2009     | 1     | 4:12   | Truskavets   |
| Victoria      | 5–0      | Alina Premilou      | Sumisión (armbar)           | Ultimate Cage Fighters Championship: 20,000 Dollar Tournament | 4 de abril de 2009       | 1     | 4:01   | Viena        |
| Victoria      | 4–0      | Olga Prybulska      | Sumisión (armbar)           | International Gala Festival                                   | 7 de julio de 2008       | 2     | 2:20   | Gómel        |
| Victoria      | 3–0      | Olga Prybulska      | Decisión (unánime)          | ISKA: Europe Cup 2008                                         | 12 de abril de 2008      | 3     | 5:00   | Kiev         |
| Victoria      | 2–0      | Anna Zubritska      | Sumisión (armbar)           | ISKA: Union Cup 2007                                          | 14 de septiembre de 2007 | 3     | 4:50   | Kiev         |
| Victoria      | 1–0      | Svetlana Svetlana   | Decisión (unánime)          | International Gala Festival                                   | 9 de septiembre de 2006  | 3     | 5:00   | Kiev         |